# Ponte a Courbevoie
Ponte a Courbevoie è un'opera realizzata tra il 1886 ed il 1887 dal pittore francese Georges-Pierre Seurat.
È conservata a Londra alla Courtauld Gallery.
Questa opera misura 47x54,7 cm.